# Eugene Delmar
Eugene Delmar (Nova York, 12 de setembre de 1841 – 22 de febrer de 1909) fou un dels millors jugadors d'escacs estatunidencs del segle xix. Durant més de cinquanta anys, va ocupar els primers llocs en els rànquings escaquístics dels Estats Units.
Delmar va guanyar el campionat del Club d'Escacs de Brooklyn el 1874. El 1879 va guanyar un matx contra Sam Loyd a Nova York (+5 -1 =2). El 1880 guanyà un matx contra Robert Henry Barnes cedint només unes taules (+7 –0 =1).
El 1885 i el 1886, guanyà el campionat del Club d'escacs de Manhattan. El 1888, guanyà un matx contra Samuel Lipschutz a Nova York (+5 -3 =0). Els anys 1887, 1890, 1891 i 1897 va guanyar el campionat de l'Associació d'Escacs de l'Estat de Nova York.
Quan ja tenia més de 60 anys, va jugar el gran torneig de Cambridge Springs 1904 (+3 -9 =3), on hi va quedar en últim lloc, però va aconseguir guanyar les seves partides individuals contra alguns jugadors de primer nivell mundial, com Carl Schlechter i Jacques Mieses. Poc després, fou un dels primers mestres a qui derrotà el llavors adolescent José Raúl Capablanca, futur campió del món, que llavors debutava a l'escena internacional.